# Paray-le-Monial
Paray-le-Monial este o comună în departamentul Saône-et-Loire, Franța. În 2009 avea o populație de 9.115 de locuitori.

## Evoluția populației
| An        | 1975   | 1982   | 1990  | 1999  | 2006  | 2009  |
| --------- | ------ | ------ | ----- | ----- | ----- | ----- |
| Populație | 11.545 | 10.639 | 9.859 | 9.191 | 9.042 | 9.115 |